# Leptogaster aegra
Leptogaster aegra är en tvåvingeart som beskrevs av Martin 1957. Leptogaster aegra ingår i släktet Leptogaster och familjen rovflugor. Inga underarter finns listade i Catalogue of Life.